# Austrolebias minuano
Austrolebias minuano är en fiskart som beskrevs av Costa och Cheffe 2001. Austrolebias minuano ingår i släktet Austrolebias och familjen Rivulidae. Inga underarter finns listade.